# Zygmunt Józef Skarżyński
Zygmunt Józef Leopold Skarżyński herbu Bończa (ur. 17 marca 1865 w Suserzu, zm. 17 lutego 1915) – polski duchowny rzymskokatolicki, ksiądz, pisarz religijny.

## Życiorys
Pochodził ze szlacheckiego rodu Skarżyńskich, jego ojcem był Aleksy Skarżyński (ur. 1837) i Laura z Byszewskich, wnuk Leopolda (1796-1854), prawnuk Jerzego. Po naukach w domu, maturę zdał w IV Gimnazjum w Warszawie. W 1882 wstąpił do seminarium duchownego w Warszawie, po uzyskaniu święceń wyjechał na dalsze studia do Rzymu uzyskując w 1887 tytuł doktora prawa. Dalsze studia kontynuował w Cesarskiej Rzymsko-Katolickiej Akademii Kościelnej w Petersburgu uzyskując w 1891 tytuł kandydata świętej teologii. W latach 1890–1898 był kapelanem arcybiskupa Teofila Popiela pełniąc równocześnie funkcję wikariusza w kilku parafiach warszawskich. W 1895 otrzymał godność szambelana papieskiego oraz został proboszczem parafii w Słomczynie. W latach 1903–1914 był proboszczem parafii Nawiedzenia Najświętszej Marii Panny na Nowym Mieście. W 1906 założył miesięcznik Glos Serca Jezusowego wychodzący do 1913, tygodnik Wiara, który po 3 latach połączył się z Przeglądem Katolickim. Z jego inicjatywy powstał również tygodnik Życie Świętych. Ksiądz Zygmunt Skarżyński był stałym uczestnikiem Kongresów Eucharystycznych publikował sprawozdania z kongresów w pismach warszawskich. Założył również własne wydawnictwo w którym opublikował 40 książek i broszur religijnych, u progu wybuchu I wojny światowej wydawnictwo znalazło się na skraju bankructwa, ksiądz Zygmunt zrezygnował z probostwa, załamany nerwowo znalazł się na krótko w zakładzie dla umysłowo chorych w Anielinie koło Warszawy. W trakcie podróży do majątku rodziny Mańkowskich koło Kijowa popełnił samobójstwo w pociągu. Pochowany został początkowo na warszawskich Powązkach 9 sierpnia 1929 został przeniesiony do krypty rodzinnej kościoła w Suserzu.